# Octonoba taiwanica
Octonoba taiwanica là một loài nhện trong họ Uloboridae.
Loài này thuộc chi Octonoba. Octonoba taiwanica được Hajime Yoshida miêu tả năm 1982.